# Adam Kossowski

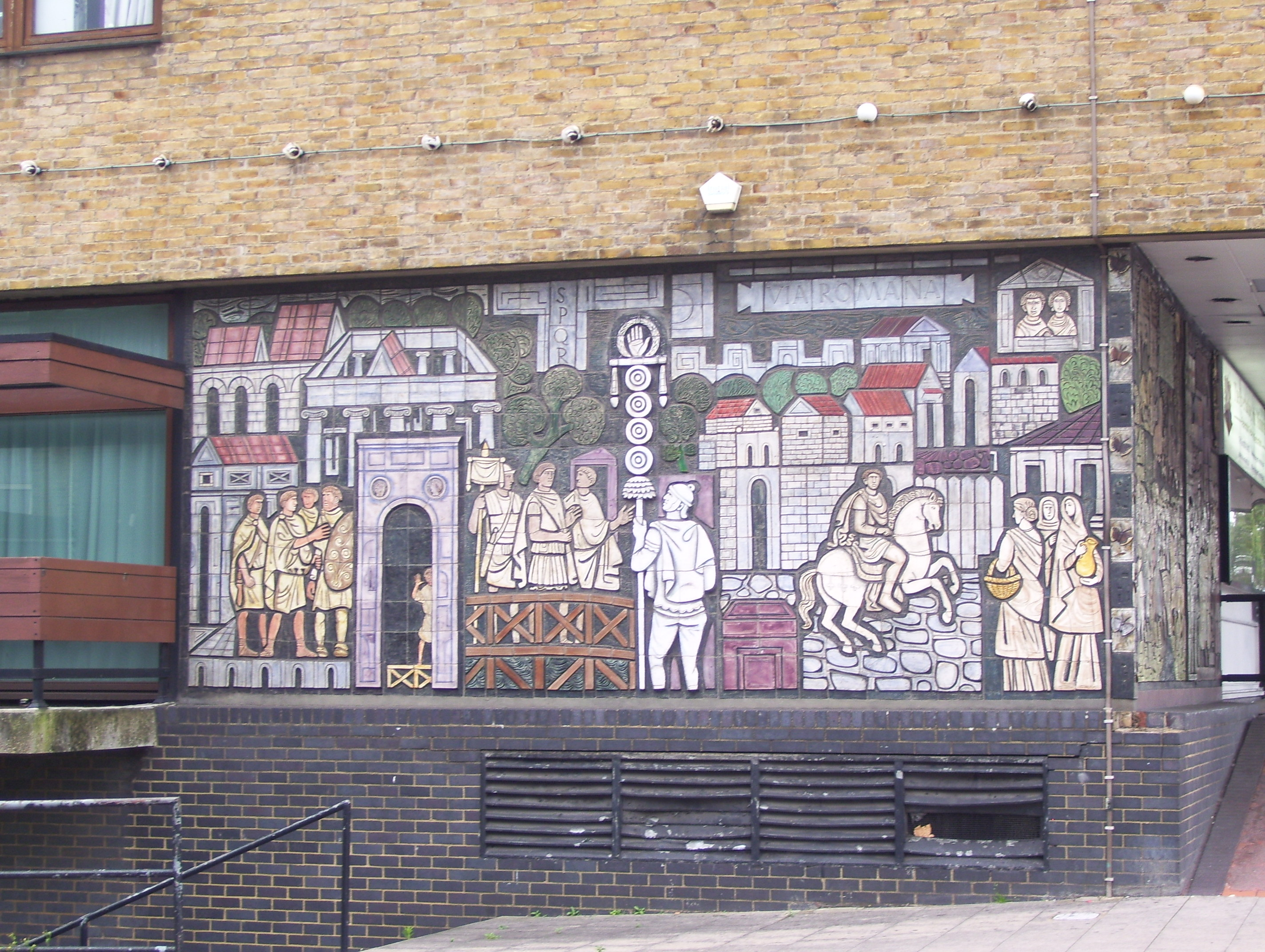
Fragment mozaiki autorstwa Kossowskiego (1965), ukazującej historię londyńskiej ulicy Old Kent Road; zabytek klasy II

Adam Kossowski (ur. 5 grudnia 1905 w Nowym Sączu, zm. 31 marca 1986 w Londynie) – polski malarz i rzeźbiarz, członek ugrupowania artystycznego Pryzmat.

## Życiorys
W 1923 rozpoczął studia na Politechnice Warszawskiej, które po dwóch latach przerwał i wstąpił do krakowskiej Akademii Sztuk Pięknych, gdzie pracował przy renowacji malowideł ściennych na Wawelu. W 1929 przeniósł się do Akademii Sztuk Pięknych w Warszawie, którą ukończył w 1931. Po otrzymaniu stypendium rządowego wyjechał do Włoch, gdzie doskonalił się w stosowaniu techniki malowania temperą. W 1936 został starszym asystentem na wydziale malarstwa ściennego Akademii Sztuk Pięknych w Warszawie. W 1938 odbył podróż artystyczną do Włoch i Paryża, w tym samym roku wygrał konkurs na stworzenie sgraffita w hallu głównym budowanego Dworca Głównego w Warszawie. Plany te nigdy nie zostały zrealizowane. 29 listopada 1938 poślubił Stefanię Szurlej. 
We wrześniu 1939 dostał się do sowieckiej niewoli. Uwięziony w Skolem, został przetransportowany do Charkowa. Po roku stanął przed sądem wojskowym i otrzymał wyrok pięciu lat ciężkiej pracy, był więźniem łagru nad Peczorą. Tam przeszedł głęboką przemianę wewnętrzną i stał się gorliwym katolikiem, co miało wpływ na resztę jego życia, również artystycznego.
W 1942 udało mu się wstąpić do Polskich Sił Zbrojnych w ZSRR, następnie do Armii Polskiej na Wschodzie. Razem z armią poprzez Iran dostał się do Palestyny, skąd ze względu na bardzo zły stan zdrowia został za wstawiennictwem żony przetransportowany do Wielkiej Brytanii. 
Po przybyciu do Londynu namalował cykl obrazów przedstawiających realistyczne sceny z życia w łagrze. Od 1943 pracował w polskim Ministerstwie Informacji w Londynie. W 1944 otrzymał II nagrodę na konkursie sztuki sakralnej w Londynie, po którym Philip Lindsey Clark zaproponował Kossowskiemu członkostwo w Związku Artystów Katolickich. Wkrótce dzięki protekcji Związku otrzymał propozycję stworzenia wystroju wnętrza kościoła i Karmelitów w Aylesford w południowej Anglii. Składa się on z przeszło sto obiektów: ceramicznych rzeźb, mozaik, witraży i elementów z kutego żelaza. Było to największe osiągnięcie artystyczne Adama Kossowskiego.
Z części wystroju z Aylesford tworzono kopie i rozesłano je do innych klasztorów karmelitańskich:
- The Carmelite Spiritual Center, Darien, Illinois (1959)
- Mount Carmel High School, Houston, Texas (1960)
- Joliet Catholic High School, Joliet, Illinois (1962)

Od tego momentu zaczął tworzyć dzieła o tematyce sakralnej, niejednokrotnie wykonywał całe wystroje kościołów oraz instytucji katolickich w Wielkiej Brytanii i Stanach Zjednoczonych. W Polsce stworzył freski w kościołach – Wola Okrzejska oraz obraz "Most na Lutnią". Malował obrazy sztalugowe i ścienne, ale najczęściej łączył malarstwo z mozaiką i rzeźbą ceramiczną. Stosował stylizację, która przeplata się lub łączy z uproszczoną formą, monumentalizmem, wizjonerstwem i symbolizmem, przy równoczesnym nawiązaniu do sztuki wczesnochrześcijańskiej oraz epoki renesansu. W roku 1970 otrzymał nagrodę fundacji A. Jurzykowskiego w Nowym Jorku. Zmarł w Londynie, został pochowany na cmentarzu przyklasztornym w Aylesford.

## Nagrody
- 1938 - Nagroda na X Salonie Instytutu Propagandy Sztuki, Warszawa
- 1938 - I nagroda Komisji w konkursie na wystrój Dworca Głównego w Warszawie
- 1944 - II nagroda w międzynarodowym konkursie twórczości religijnej ufundowane przez wydawców Mowbray i Centralny Instytut Sztuki i Projektowania, Londyn
- 1970 - Nagroda Fundacji Alfreda Jurzykowskiego (Nowy Jork) za "wybitne twórcze osiągnięcia w sztukach plastycznych"
- 1980 - Krzyż Oficerski Orderu Odrodzenia Polski (11 listopada 1980)[2]